# Lugturm

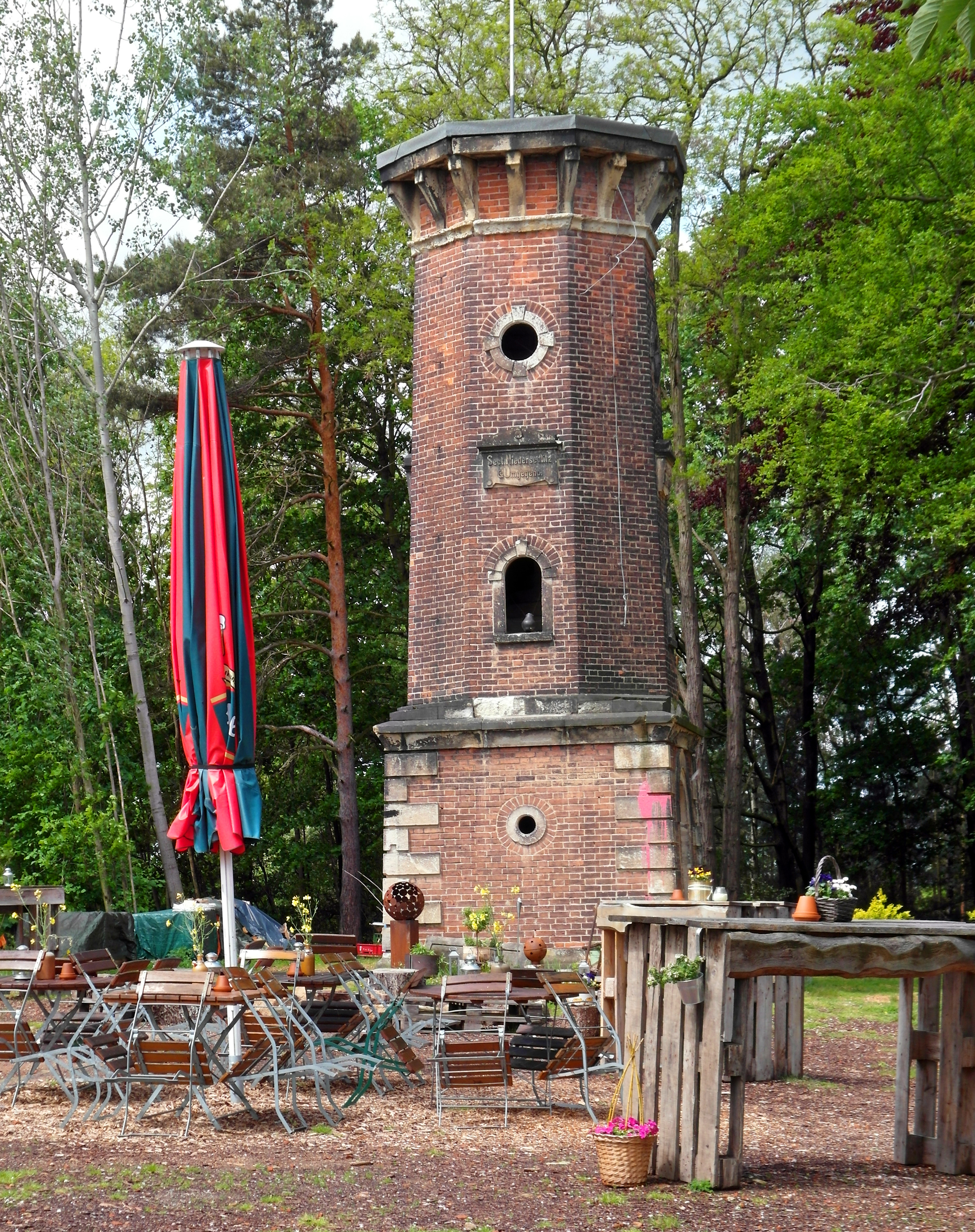
Lugturm 2017

Der Lugturm ist ein Aussichtsturm  im Heidenauer Ortsteil Gommern im sächsischen Landkreis Sächsische Schweiz-Osterzgebirge. Trotz seiner Lage in der Gemarkung Gommern wird der Turm oftmals dem Dresdner Stadtteil Luga zugeordnet.

## Beschreibung
Der Lugturm wurde als Aussichtsturm auf dem etwa 210 Meter hohen Lugberg mit Blick auf das Dresdner Elbtal und die Sächsische Schweiz errichtet. Das etwa 13 Meter hohe steinerne Bauwerk steht unter Denkmalschutz.

## Geschichte

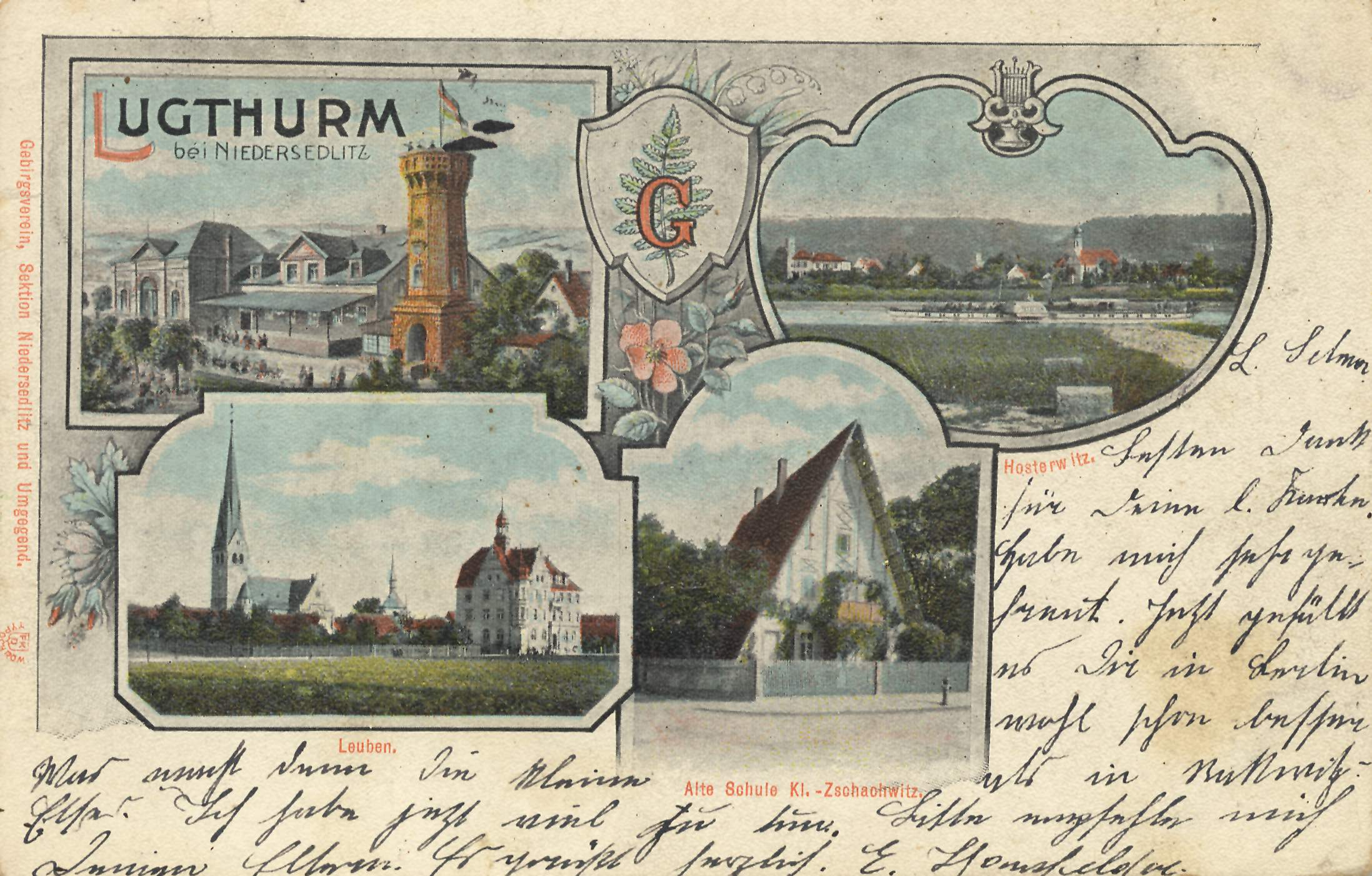
Ansichtskarte von 1905

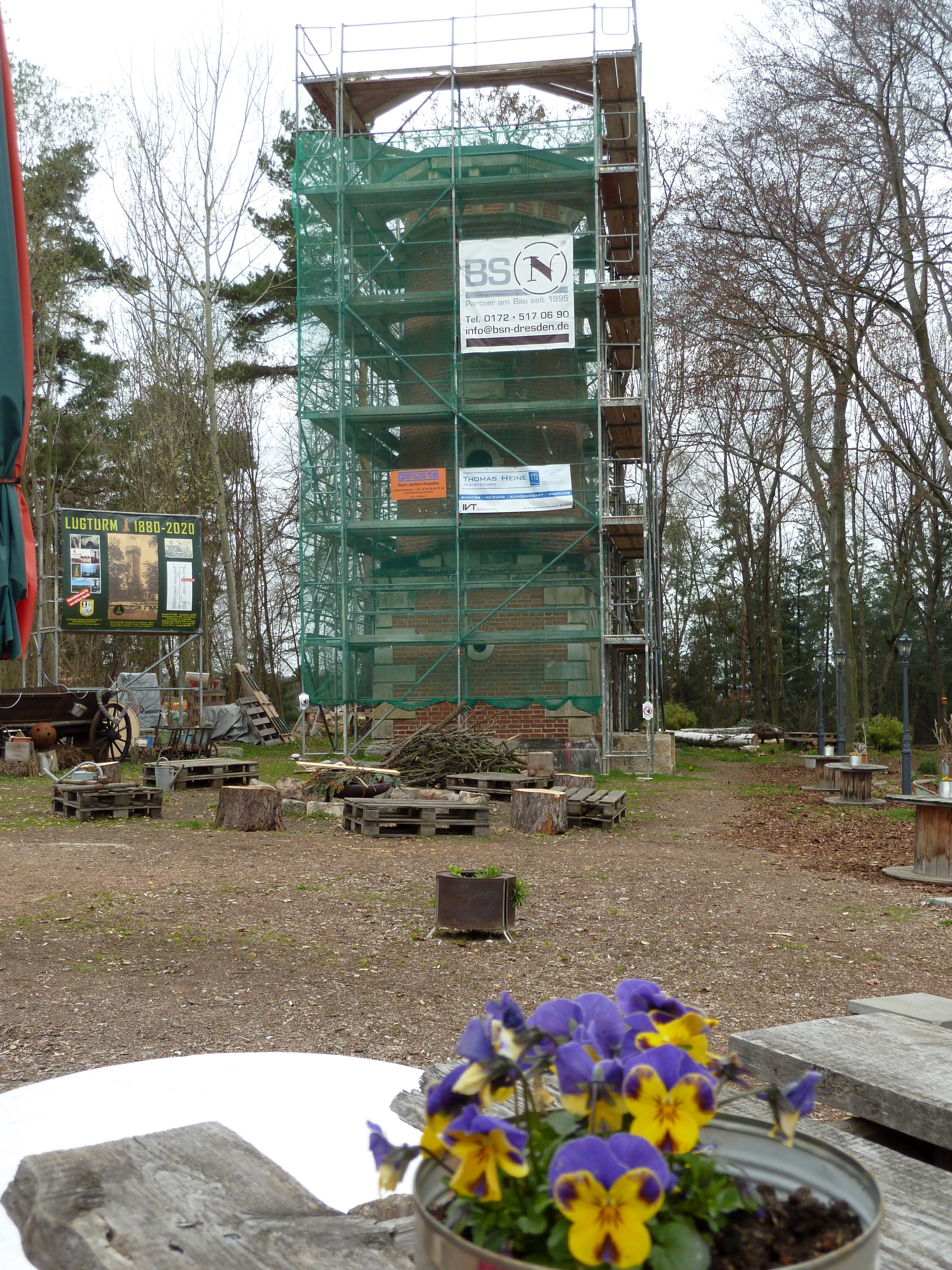
Bauzustand 2021

Die Initiative zur Errichtung eines Aussichtsturms auf dem Lugberg ging von der Sektion Niedersedlitz des Gebirgsvereins für die Sächsische Schweiz aus. Baubeginn war im Mai 1880, im Juli wurde der Turm vollendet und am 18. August desselben Jahres wurde der Lugturm geweiht. Ebenfalls 1880 entstand neben dem Turm eine „Unterkunftshalle“, für die ab 1881 eine Schankgenehmigung erteilt wurde. Der Gebirgsverein erwarb 1898 das Grundstück auf dem Lugberg. Anstelle des alten hölzernen Gebäudes wurde ein neues Vereinsheim errichtet, in dem 1899 das Gasthaus Lugturm eröffnet wurde. Eine weitere Gastwirtschaft in unmittelbarer Nähe des Turms war die Lugschänke, deren Historie bis in das 14. Jahrhundert zurückreichte. Der Lugturm entwickelte sich zu einem beliebten Ausflugsziel, bis er im Jahr 1938 wegen Baufälligkeit geschlossen werden musste und daraufhin dem Verfall preisgegeben war.
In den 1960er Jahren entstanden rund um den Turm mehrere Bungalows eines Kinderferienlagers.
Im Jahr 2017 pachtete die Familie eines Dresdner Stadtrates das Turmgelände und entwickelte gemeinsam mit dem Heimatverein Niedersedlitz Pläne für dessen Sanierung und Neuaufbau. Die Sanierung des Aussichtsturms begann 2020. Neben dem Turm soll außerdem auch wieder eine gastronomische Einrichtung entstehen. Die Pläne dafür wurden jedoch im Januar 2023 zunächst gestoppt, da das Landratsamt Pirna ein Gastronomie-Nutzungsverbot für das Areal verhängte. In der Folge betreibt die Pächterfamilie neben dem Turm eine kleine Verkaufshütte.

### Gasthaus Lugturm
Das 1899 im Vereinsgebäude eröffnete Gasthaus Lugturm blieb bis in die 1960er Jahre als Gastwirtschaft in Betrieb. In der Bevölkerung bekam sie den Spitznamen „Die Gage“. Ende der 1960er Jahre übernahm ein Textilunternehmen aus der Oberlausitz das Objekt samt den umliegenden Bungalows und benutzte es als Kinderferienlager und Betriebsferienheim. Brände in den 1970er und 1980er Jahren führten zur Schließung der Einrichtung, Mitte der 1990er Jahre wurden die Gebäudereste abgerissen.

### Lugschänke
Die Lugschänke, an der Ecke von Lockwitzer Straße und Grenzstraße in unmittelbarer Nähe des Lugturms gelegen, ist seit dem 14. Jahrhundert als Gastwirtschaft überliefert. Zur Zeit des Nationalsozialismus wurde das Lokal von einer regimetreuen Pächterfamilie betrieben, die seinen Namen in „Berghof Klein München“ änderte, in Anlehnung an den Berghof, das Privatdomizil Adolf Hitlers am Obersalzberg. Nach dem Zweiten Weltkrieg wurde die Gastwirtschaft geschlossen, das Gebäude wurde in den folgenden Jahrzehnten als Lehrlingswohnheim der Heidenauer Elbtalwerke genutzt. Spätestens in den 1980er Jahren wurde auch dieses Objekt dem Verfall preisgegeben und Mitte der 1990er Jahre wie das Gasthaus Lugturm abgerissen.

## Sonstiges
Die Lugturmstraße im Dresdner Stadtteil Luga ist nach dem Aussichtsturm benannt.
Im Oktober 2022 wurde der 1. Lugturm-Lauf, ein Volkslauf in verschiedenen Klassen und über verschiedene Distanzen, durchgeführt.